# 草马桑
草马桑（学名：Coriaria terminalis）为马桑科马桑属的植物。分布在锡金、印度以及中国大陆的西藏、四川、云南等地，生长于海拔1,900米至3,700米的地区，多生于山坡林下或灌丛中，目前尚未由人工引种栽培。